# Fiefbergen
Fiefbergen là một đô thị thuộc huyện Plön, trong bang Schleswig-Holstein, nước Đức. Đô thị Fiefbergen có diện tích 5,8 km², dân số thời điểm 31 tháng 12 năm 2006 là 611 người.